# Mompha bicristatella
Mompha bicristatella é uma espécie de mariposa do gênero Mompha pertencente à família Coleophoridae.